# Chris Harman
Chris Harman (Gran Bretanya, 8 de novembre de 1942 – El Caire, 7 de novembre de 2009) va ser un periodista i activista polític anglès.
Fill d'una família treballadora, es va vincular al Socialist Review Group (SRG) en la seva etapa d'estudiant a la Universitat de Leeds. De Leeds passà a la London School of Economics (LSE), on fou deixeble de Ralph Milliband. Fou dels animadors de la LSE Socialist Society i del seu òrgan, The Agitator, tascà que compaginà en el treball dins l'SRG i «International Socialists» (IS). Dins d'IS, primer, i del Socialist Workers Party (SWP), destacà per l'aportació teòrica, especialment com a editor de l'International Socialism Journal. Els temes que ha tractat com a periodista i com assagista són, entre d'altres, la història de les lluites obreres i dels moviments revolucionaris, la teoria marxista i l'anàlisi del capitalisme contemporani, la URSS i els països de l'Europa de l'Est i l'actitud marxista envers l'islam.